# شينوسية قرنية
شينوسية قرنية (الاسم العلمي:Schinopsis cornuta) هي نوع من النباتات تتبع جنس الشينوسية من الفصيلة البطمية.